# Kim Min-jung
Kim Min-jung (김민정; Seul, 26 de março de 1997) é uma atiradora esportiva sul-coreana, medalhista olímpica.

## Carreira
Sua primeira competição internacional foi aos dezessete anos nos Jogos Olímpicos de Verão da Juventude de 2014 em Nanjing já com um desempenho surpreendente que lhe rendeu uma medalha de bronze. Min-jung participou dos Jogos Olímpicos de Verão de 2020 em Tóquio, onde participou da prova de pistola 25 m, conquistando a medalha de prata.